# Mark Chavez
Mark Anthony Chavez (Bakersfield, 15 de noviembre de 1978) es un cantante estadounidense de ascendencia mexicana, conocido por haber sido el vocalista de la banda Adema. Actualmente es el vocalista de la banda Midnight Panic. Mark es el medio hermano del vocalista de Korn, Jonathan Davis.

## Infancia
Nació en EE. UU., en la ciudad de Bakersfield del estado de California. Se graduó del colegio católico Garces Memorial High School en el año 1997.

## La era Adema
Mark Chavez formó Adema en el año 1998. La banda, en su formación original, contaba con Mark Chavez, Mike Montano, and Mike Ransom. El primero en abandonar Adema fue el amigo de Mark, Mike Montano, en el año 1999, siendo reemplazado en el bajo por Dave DeRoo. Ese mismo año, entraron a la banda Tim Fluckey y Kris Kohls, manteniéndose la misma formación por más de 4 años, hasta 2003. En el año 2004, mientras la banda trabajaba en su tercer álbum, Chavez tuvo desavenencias con otros miembros de la banda, lo que llevó a un alejamiento de Mark de Adema. Después de la salida de Mark, arribó a la banda el vocalista Luke Caraccioli, con lo que se notó un cambio drástico en la banda, pasando de tocar un rock más duro y cercano al Nu metal, a un estilo más suave y melodioso. Muchos de los fanes con los que contaba Adema se dedicaron a seguir los pasos de Mark Chavez, más que los de la banda misma. Desde la salida de Caraccioli de Adema, se ha hablado mucho de un posible reingreso de Mark, cosa que se da en el año 2010.

## El presente de Mark
Al salir de Adema, se rumoreó mucho sobre una posible nueva banda de Mark con algunos exmiembros de Filter, con el nombre tentativo de "State Of Mind", pero como muchos rumores, se esfumó sin confirmarse ni negarse. Actualmente, Chavez, es el vocalista de Midnight Panic banda que formó con su primo, Peter Shubert, Matt Low, y su amigo, y exmiembro de Adema, Mike Montano. La banda ya lanzó su primer disco de manera independiente.
Mark volverá a Adema este 2010 para lanzar un nuevo álbum, según lo dicho en el MySpace de Adema.